# Egisto Perino
Egisto Perino (Massa, 8 settembre 1896 – Roma, 12 settembre 1942) è stato un generale e aviatore italiano.
Durante la seconda guerra mondiale fu Capo di stato maggiore, e per un breve periodo comandante ad interim, della 5ª Squadra aerea operante in Africa settentrionale italiana. Dopo l'incidente che causò la morte del Maresciallo d'Italia Italo Balbo scrisse una relazione sull'accaduto che rimase segreta per volere dello stesso Mussolini.

## Biografia
Nacque a Massa l'8 settembre 1896, figlio di Salvatore e Adele Servaroli. Partecipò alla prima guerra mondiale come ufficiale di fanteria del Regio Esercito, ottenendo la promozione in servizio permanente effettivo per merito di guerra. Nel gennaio 1924 fu nominato osservatore d'aeroplano transitando, l'anno successivo, in forza all'appena costituita Regia Aeronautica. Nel 1926 prese il brevetto di pilota militare d'aeroplano. Il 28 giugno 1928 partecipò ad un volo in formazione effettuato da sei Ansaldo A.120 e sei Fiat R.22, che sotto la guida del generale Italo Balbo, si recarono all'annuale manifestazione che si teneva sulla base RAF di Hendon, in Gran Bretagna.
Dopo aver assistito alle annuali esercitazioni militari tenutesi sulla base, che simulavano bombardamenti sulle città, caccia e operazioni di polizia coloniale, il 30 dello stesso mese gli aerei ritornarono in Italia. I piloti impiegati per questa missione erano stati selezionati tra i migliori allora presenti in Italia. Tra il 1933 e il 1935, a disposizione del Ministero della Guerra, fu Istruttore capo presso la Scuola di guerra aerea.  Il 31 maggio 1934 venne insignito del titolo di Cavaliere dell'Ordine dei Santi Maurizio e Lazzaro. Dopo aver comandato uno Stormo da bombardamento fu promosso al grado di colonnello, divenendo quindi Vicecomandante della Scuola di guerra aerea. Nel marzo 1939 fu promosso al grado di generale di brigata aerea.
Con l'entrata in guerra del Regno d'Italia, avvenuta il 10 giugno 1940, si trovò ad operare in seno allo Stato Maggiore della Regia Aeronautica. Poco prima della capitolazione della Francia, il 18 giugno, fece parte della delegazione italiana che si recò a Monaco di Baviera a parlare con Adolf Hitler per esporre le richieste armistiziali che il governo italiano intendeva fare a quello francese. Tale delegazione era composta dal Ministro degli Esteri Galeazzo Ciano, dal direttore generale per l'Europa e il Mediterraneo del Ministero degli affari esteri Gino Buti, dal vicecapo di Stato Maggiore del Regio Esercito generale Mario Roatta, dal contrammiraglio Raffaele de Courten, e da lui.
Hitler non si dimostrò contrario alle richieste italiane, ma espose le proprie, che al ritorno della delegazione a Roma indussero Mussolini a chiedere espressamente a Hitler di moderarle, per non esasperare i francesi. Nel corso della visita fu decorato con l'Ordine dell'Aquila tedesca direttamente dalle mani del Führer. Poco tempo dopo fu mandato in ispezione in Africa settentrionale, per valutare le forze aeree italiane operanti in quel settore. Il 28 giugno assistette alla morte del maresciallo dell'aria Italo Balbo, abbattuto dalla contraerea italiana sul cielo di Tobruch. Gli aerei di Balbo e Porro, due trimotori Savoia-Marchetti S.79 Sparviero, di ritorno da una ispezione a Derna vennero scambiati per bombardieri britannici, e fatti segno dal fuoco contraereo italiano.
Il velivolo di Balbo, ripetutamente colpito, precipitò al suolo causando la morte di tutti i passeggeri, mentre quello di Porro riuscì ad atterrare in emergenza sull'aeroporto T.2. Subito dopo la morte di Balbo fu incaricato dal Capo di stato maggiore della Regia Aeronautica, generale Francesco Pricolo, di stendere una ampia e circostanziata relazione sull'incidente. Tale relazione venne scritta il 1º luglio dello stesso anno a Roma, presso lo Stato Maggiore dell'Aeronautica, ma rimase segreta per volere dello stesso Mussolini. Nel corso del mese di luglio divenne Capo di stato maggiore della neocostituita 5ª Squadra aerea subentrando brevemente nel comando della grande unità al generale Felice Porro, in attesa dell'arrivo del generale Mario Ajmone Cat.
All'arrivo di quest'ultimo fu sostituito nel proprio ruolo dal generale Fernando Silvestri. Nel gennaio 1941 fu elevato al rango di generale di divisione aerea, divenendo nel contempo Vicecomandante della 3ª Squadra aerea. Si spense a Roma a causa di una grave malattia contratta in servizio, il 12 settembre 1942, lasciando la moglie Maria Falco (la coppia non aveva avuto figli). La sua salma riposa presso il Sacrario dell'Aeronautica Militare presso il cimitero del Verano, a Roma.

### Annotazioni
1. ↑  Gli aviatori che parteciparono a tale spedizione erano: il generale Italo Balbo, il generale di brigata aerea Vincenzo Lombardi, colonnelli Domenico Bolognesi, Ernesto Coop, Ercole Ercole, i tenenti colonnelli Gennaro Tedeschini Lalli, Mario Ajmone Cat, Pietro Pinna Parpaglia, Rino Corso Fougier, Ferruccio Ranza, i maggiori Roberto Lordi, Paride Sacchi, Egisto Perino, Sabato Martelli Castaldi, Amedeo Mecozzi, i capitani Osvaldo Baldi, Federico Guezzatti, Francesco Brach Papa, Ettore Orlando, Giuseppe Gaeta, Viero Menghi, Emilio Liberati, Giordano Bruno Granzarolo, il tenente Fausto Cecconi.
2. ↑  Quando i due aerei arrivarono sul cielo di Tobruk era appena terminata un'incursione effettuata da alcuni bombardieri Bristol Blenheim inglesi.
3. ↑  Oltre a Balbo si trattava del maggiore pilota Ottavio Frailich, del capitano motorista Gino Capannini, del maresciallo marconista Giuseppe Berti, del giornalista Nello Quilici, del segretario federale di Tripoli e console della Milizia Volontaria per la Sicurezza Nazionale Enrico Caretti, Claudio Brunelli dell'Ente Turistico Alberghiero della Libia, del tenente Lino Balbo nipote del Maresciallo, e del tenente Francesco Florio, cognato di Balbo.
4. ↑  A bordo di esso si trovavano oltre al generale Porro, il generale Perino, il capitano pilota Leardi, il capo di stato maggiore del Comando Superiore Forze Armate Africa Settentrionale generale Giuseppe Tellera, il capo ufficio operazioni del Comando Supremo tenente colonnello Rosario Sorrentino, e il capitano fotografo Goldoni. Quest'ultimo doveva imbarcarsi inizialmente sul velivolo di Balbo, ma fu sostituito da Caretti.
5. ↑  Probabilmente tale relazione venne richiesta da Benito Mussolini e un'altra fu preparata dal generale Giuseppe Tellera per il Capo di Stato Maggiore Generale, Maresciallo d'Italia Pietro Badoglio.
6. ↑  Il decesso avvenne a Roma, nella sua casa di Via Pilo Albertelli, al civico 1, situata di fronte alla locale Caserma della Regia Aeronautica.

### Fonti
1. 1 2  Il Sacrario dell'Aeronautica Militare, p. 41.
2. 1 2 3 4 5 6 7  Gazzetta del Popolo, 12 settembre 1942.
3. 1 2 3  Aeronautica n.7, luglio 1928, p. 575.
4. ↑  Aeronautica n.7, luglio 1928, p. 576.
5. ↑  Aeronautica n.7, luglio 1928, p. 577.
6. 1 2  Gazzetta Ufficiale del Regno d'Italia n.29, 4 febbraio 1935.
7. 1 2  Rodogno 2006, p. 25.
8. ↑  Rodogno 2006, p. 26.
9. 1 2  Segrè 1990, p. 396.
10. ↑  Segrè 1990, p. 393.
11. ↑  Segrè 1990, p. 397.
12. ↑  Gazzetta Ufficiale del Regno d'Italia n.201, del 30 agosto 1933-XI.
13. ↑  Gazzetta Ufficiale del Regno d'Italia n.216, del 17-IX-1936.